# Chūko Sanjūrokkasen
El Chūko Sanjūrokkasen (中古三十六歌仙?) es una lista antológica que selecciona a 36 poetas japoneses. Fue confeccionada por Fujiwara no Norikane durante la era Kamakura y pretendía emular y complementar la lista de los treinta y seis inmortales de la poesía, realizada por Fujiwara no Kintō durante la era Heian.

## Lista de poetas delChūkō Sanjūrokkasen
1. Sei Shōnagon
2. Izumi Shikibu
3. Sagami
4. Egyō
5. Akazome Emon
6. Fujiwara no Michinobu
7. Nōin
8. Taira no Sadafumi
9. Kiyohara no Fukayabu
10. Uma no Naishi
11. Fujiwara no Yoshitaka
12. Ōe no Chisato
13. Fujiwara no Sadayori
14. Jōtō Mon In no Chūjō
15. Murasaki Shikibu
16. Fujiwara no Michitsuna no Haha
17. Fujiwara no Nagatō
18. Ariwara no Muneyana
19. Fujiwara no Michimasa
20. Kanemi no Ōkimi
21. Ise no Taifu
22. Sone no Yoshitada
23. Fun'ya no Yasuhide
24. Fujiwara no Tadafusa
25. Sugawara no Sukeaki
26. Ōe no Masahira
27. Anpō
28. Ōe no Yoshitoki
29. Minamoto no Michinari
30. Dōmyō
31. Sōki
32. Ariwara no Motokata
33. Fujiwara no Sanekata
34. Fujiwara no Kintō
35. Ōnakatomi no Sukechika
36. Fujiwara no Takatō